# Ud af det blå
|  | Denne artikel er oprettet af botten Steenthbot ud fra en ekstern database. Den kan derfor have sproglige fejl eller mangler. Denne skabelon kan fjernes efter kontrol af indholdet. |

Ud af det blå er en dansk kortfilm fra 2016 instrueret af Mathias Broe.

## Handling
Mads må endnu engang selv finde hjem, fordi hans storebror Anders er forsinket. På køreturen til deres far bliver Mads konfronteret med den afvej, som Anders er på vej nedad, og da de rammer en hjort, slynges brødrene og deres forhold rundt på landevejen.

## Medvirkende
- Jonathan Høgsberg Bandier
- Sebastian Bull Sarning
- Jonas Lindegaard Jacobsen